# Distrito de Kalangala
Kalangala es un distrito en Uganda central, en el que al igual que los restantes distritos del país su nombre deriva de su ciudad cabecera, Kalangala. Al territorio pertenecen las islas Ssese en el lago Victoria.
La mayoría de los isleños dependen mucho de la pesca. Los pescadores migran siguiendo los movimientos estacionales de peces.